# Bišapur
Bišapur (srednjeperzijsko Bay-Šāpūr, perzijsko بیشاپور‎, Bišâpûr) je bilo mesto v sasanidski Perziji (Iran) na starodavni cesti med  Parsom in Elamom, ustanovljeno leta 226. Cesta je povezovala sasanidski prestolnici Istahr v neposredni bližini Perzepolisa in Ktezifon. Mesto je stalo južno od sodobnega mesta Faliyan v okrožju Kazerun province Pars, Iran.
Bišapur je bil zgrajen v bližini rečnega prehoda. Na istem mestu je bila tudi utrdba z v skalo vklesanimi rezervoarji za vodo. V bližini Bišapurja je v dolini reke vklesanih šest sasanidskih skalnih reliefov. 
Najpomembnejša značilnost mesta je kombinacija perzijske in rimske umetnosti in arhitekture, kakršne pred izgradnjo Bišapurja ni bilo. Pred tem so imela skoraj vsa velika mesta v Perziji/Iranu okrogel tloris, kakršnega sta imela na primer stari mesti Firuzabad in Darab. Bišapur je bil prvo perzijsko mesto z vzdolžnimi in prečnimi ulicami. V mestu, predvsem v notranjosti zgradb, je veliko površin obloženih s ploščicami, privzetimi iz rimske umetnosti.

## Zgodovina
Ime Bišapur izhaja iz izraza Bay-Šāpūr, ki pomeni  Vladar Šapur ali Mogočni Šapur.
Iz napisov je razvidno, da je mesto leta 266 n. št. ustanovil Šapur I. (vladal 241-272), drugi kralj Sasanidskega cesarstva. Šapur je trikrat porazil Rimljane, ubil cesarja Gordijana III., ujel cesarja Valerijana in prisilil k vdaji cesarja Filipa Arabca. V svoji rodni provinci Pars je zgradil novo prestolnico, ki se je po njem imenovala Bišapur – Šapurjevo mesto. V bližini mesta je v soteski reke Bišapur ukazal vklesati mogočen relief v spomin na njegov trojni triumf nad Rimom. Na enem od reliefov, ki je polkrožne oblike, so vrste vojakov in konj, zelo podobne tistim na Trajanovem stebru v Rimu. Kralj je v Bišapurju upodobil tudi svojo kraljevo investituro, ki so jo posnemali njegovi nasledniki: kralj in bog sta obrnjena drug proti drugemu, pogosto na konju, bog, običajno Ahura Mazda, pa ponuja suverenu kraljevi diadem.
V mestu je v Šuštarju izjemen obokan most, ki so ga zgradili rimski vojaki, ujeti po Valerijanovem porazu leta 260. Mesto samo ni bilo povsem novo naselje, saj so arheologi našli ostanke naselja iz partskega in elamitskega obdobja. Mesto je imelo pomembno vlogo do arabske osvojitve Perzije med vzponom islama v drugi polovici 7. stoletja n. št. Mesto je bilo naseljeno do 10. stoletja. 
Šapur ima pravokoten tloris s pravokotno mrežo ulic in spominja na rimsko zasnovo mest. Takšna zasnova se v iranski arhitekturi ni nikoli več ponovila.

## Izkopavanja in raziskave
- Eugène Flandin v knjigi Potovanje v Perzijo (Voyage en Perse: Bišapur leta 1840)
- Glinasti vrči, odkriti v Bišapurju

Mesto je v 30. letih dvajsetega stoletja očistil rusko-francoski arheolog Roman Ghirshman. Britanska arheologinja Georgina Herrmann je napisala tudi knjigo o sasanidskih skalnih reliefih v Bišapurju, ki je bila objavljena leta 1980.

## Okrasje
Glavni del izkopavanj je potekal v kraljevi četrti na vzhodu mesta. V bližini palače je bil stal vodni tempelj, ki se šteje za Anahitinega. V središču palače je prostor v obliki križa z osmimi velikimi kvadratnimi eksedrami, okrašenimi s 64 nišami. Francoski arheologi so bili prepričani, da je bil prostor pokrit s kupolasto streho. Načrt za njeno rekonstrukcijo je bil zavrnjen. Na zahodu je dvorišče, okrašeno z mozaiki, na vzhodu pa kvadratni ivan, ki je služil kot sprejemnica. Stene so morale biti prekrite z majhnimi štukaturnimi okraski: vrstami medaljonov, trakovi z listjem in na vrhu z merloni, podedovanimi iz ahemenidske arhitekture. Vse te dekorativne tehnike so se uporabljale še po islamski osvojitvi Perzije. Tla so bila tlakovana s črnimi marmornimi ploščami in obrobljena z mozaikom. Na vrhu vsake niše je bila slika golih žensk pod prozornimi tančicami: kurtizan, glasbenic, plesalk in žensk, ki so pletle venčke v družbi bogato oblečenih dam.
- Perzijsko-rimski talni mozaik iz palače Šapurja I. v Bišapurju, zdaj v Nacionalnem muzeju Irana
- Talni mozaik iz sasanidskega obdobje, ki ga je izkopal Roman Ghirshman okoli leta 1939–1941; Muzej Louvre